# Cardet
Cardet é uma comuna francesa na região administrativa de Occitânia, no departamento de Gard. Estende-se por uma área de 8,29 km². Em 2010 a comuna tinha 898 habitantes (densidade: 108,3 hab./km²).